# Бывшие посёлки городского типа Алтайского края
Бывшие посёлки городского типа Алтайского края — посёлки городского типа (рабочие и дачные), потерявшие этот статус в связи с административно-территориальными преобразованиями.

## А
- Акутиха — пгт с 1931 года. Преобразован в сельский населённый пункт в 1994 году.
- Алейск — пгт с 1932 года. Преобразован в город в 1939 году.
- Алтайский — пгт с 1961 года. Преобразован в сельский населённый пункт в 1991 году.

## Б
- Белокуриха — пгт с 1958 года. Преобразован в город в 1982 году.
- Белоярск — пгт с 1959 года. Включён в состав города Новоалтайск в 2003 году.
- Боровиха — пгт с 1967 года. Преобразован в сельский населённый пункт в 1991 году.
- Боровлянка — пгт с 1935 года. Преобразован в сельский населённый пункт в 1991 году.
- Бурсоль — пгт с 1963 года. Преобразован в сельский населённый пункт в 2003 году.
- Быстрый Исток — преобразован в сельский населённый пункт в 1991 году.

## В
- Волчиха — пгт с 1966 года. Преобразован в сельский населённый пункт в 1991 году.

## Г
- Горняк — пгт с 1946 года. Преобразован в город в 1969 году.

## З
- Заринский — пгт с 1958 года. Преобразован в город в 1979 году.
- Затон — пгт с 1959 года. Включён в состав города Барнаул в 2003 году.
- Змеиногорск — пгт с 1943 года. Преобразован в город в 1952 году.

## К
- Колывань — пгт с 1939 года. Преобразован в сельский населённый пункт в 1992 году.
- Кулунда — пгт с 1944 года. Преобразован в сельский населённый пункт в 1992 году.

## М
- Михайловский — пгт с 1966 года. Преобразован в сельский населённый пункт в 1991 году.

## Н
- Нагорный — пгт с 1994 года. Включён в состав города Бийск в 2003 году. С 2009 года — восстановлен, но как посёлок (сельского типа).
- Научный Городок — пгт с 1978 года. Включён в состав города Барнаул в 2003 году. С 2009 года —  восстановлен, но как посёлок (сельского типа).
- Новогорский — включён в состав города Новоалтайск в 2003 году.
- Новосиликатный — пгт с 1969 года. Включён в состав города Барнаул в 2003 году.

## О
- Октябрьский — пгт с 1989 года. Преобразован в сельский населённый пункт в 1992 году.

## П
- Павловск — пгт с 1935 года. Преобразован в сельский населённый пункт в 1992 году.
- Поспелиха — пгт с 1958 года. Преобразован в сельский населённый пункт в 1992 году.

## С
- Соколово — пгт с 1962 года. Преобразован в сельский населённый пункт в 1991 году.
- Сорокино — пгт с 1960 года. Включён в состав города Бийск в 2003 году.

## Т
- Топчиха — пгт с 1966 года. Преобразован в сельский населённый пункт в 1992 году.
- Троицкое — пгт с 1946 года. Преобразован в сельский населённый пункт в 1991 году.
- Тягун — пгт с 1958 года. Преобразован в сельский населённый пункт в 1999 году.

## Ч
- Черёмное — пгт с 1977 года. Преобразован в сельский населённый пункт в 1992 году.
- Чесноковка — пгт с 1936 года. Преобразован в город в 1942 году.

## Ш
- Шипуново — пгт с 1969 года. Преобразован в сельский населённый пункт в 1991 году.

## Я
- Яровое — пгт с 1966 года. Преобразован в город в 1993 году.